# Jan Červinka
Jan Červinka (ur. 27 czerwca 1930 w Opawie, zm. 19 kwietnia 2025) – czeski taternik i alpinista.
Jan Červinka dokonał szeregu pierwszych przejść nowych dróg w Tatrach, taternictwo uprawiał także zimą. W latach 1955–1979 uczestniczył w kilkunastu czechosłowackich wyprawach wspinaczkowych w różne pasma górskie świata. W 1955 r. był we francuskich Alpach, w latach 1958–1962 był członkiem wypraw na Kaukaz, w latach 1965 i 1967 wspinał się w Hindukuszu. Uczestnikiem wypraw w najwyższe góry świata (Karakorum i Himalaje) był w 1970, 1973, 1976 i 1979 roku.